# 优美杜鹃
优美杜鹃（学名：Rhododendron sikangense var. exquisitum）为杜鹃花科杜鹃花属下的一个变种。

## 扩展阅读
- 維基物種上的相關：优美杜鹃